# Amministrazione dei servizi atmosferici, geofisici ed astronomici delle Filippine
L'Amministrazione dei servizi atmosferici, geofisici ed astronomici delle Filippine (in filippino: Pangasiwaan ng Pilipinas sa Serbisyong Atmosperiko, Heopisiko, at Astronomiko; in inglese: Philippine Atmospheric, Geophysical and Astronomical Services Administration), abbreviato in PAGASA, "speranza" in filippino, è l'istituzione nazionale dello Stato delle Filippine che si occupa di fornire informazioni su possibili allagamenti o tifoni, sulle previsioni meteorologiche nazionali, su attività astronomiche, climatologiche ed altre attività relative alla protezione della vita umana e di supporto all'economia, alla produzione e allo sviluppo sostenibile. L'Agenzia è stata fondata l'8 dicembre 1972 con Decreto Presidenziale nº 78.

## Attività e competenze

Area di competenza del PAGASA

PAGASA ha lo scopo di proteggere vite umane e proprietà attraverso servizi e informazioni attuali, accurati e affidabili; monitora l'attività di cicloni tropicali e invia messaggi d'allarme in tutta l'area di sua competenza. Quest'area è delimitata da un poligono avente i vertici alle seguenti coordinate: 
- 25°N 120°E
- 25°N 135°E
- 5°N 135°E
- 5°N 115°E
- 15°N 115°E, 21°N 120°E

Il bollettino dei cicloni tropicali è pubblicato dal PAGASA ogni sei ore per tutti i cicloni che potrebbero colpire le Filippine, e ogni dodici ore per gli altri.
Il 27 agosto 2009 PAGASA si è aggiornata per avere un "sistema di allerta per i tornado", dopo che alcuni forti e distruttivi tornado si erano abbattuti sulla regione di Luzon Centrale.
Nell'agosto del 2010 il direttore del PAGASA, Prisco Nilo, viene rimosso dal suo incarico dal presidente delle Filippine Benigno Aquino III per l'inefficienza dimostrata dall'Ente in occasione dell'arrivo di alcuni tifoni: in particolare le errate previsioni sul tifone Basyang che si abbatté sulla città di Manila senza che il PAGASA avesse emanato alcun allarme sono state determinanti nella rimozione di Nilo.
Il PAGASA, in attesa dell'istituzione formale di un'agenzia spaziale nazionale,  è una delle agenzie governative che collaborano al programma spaziale delle Filippine, sotto la supervisione del Dipartimento di Scienza e Tecnologia (DOST).

## Storia
L'osservazione dei fenomeni meteorologici nelle Filippine comincia ufficialmente il 1º gennaio 1865 sotto l'amministrazione spagnola con la creazione dell'Observatorio del Ateneo Municipal; precedentemente l'attività di registrazione dei fenomeni atmosferici era tenuta dal gesuita Francisco Colina, professore di matematica e fisica presso l'Ateneo di Manila. Nell'aprile del 1884, con regio decreto del Re di Spagna, viene istituito l'Observatorio Meteorologico de Manila che diventa quindi una istituzione governativa ufficiale; nel 1901, dopo l'occupazione statunitense delle Filippine, l'istituto viene rinominato in Weather Bureau. Nel 1945 interrompe l'attività in occasione della battaglia di Manila per riprenderla qualche mese dopo la fine della seconda guerra mondiale. Negli anni cinquanta le sue dotazioni vengono rimodernate e nel 1954 apre un osservatorio astronomico a Quezon City.  
L'istituto viene rinominato in Philippine Atmospheric, Geophysical and Astronomical Services Administration (PAGASA) l'8 dicembre 1972 e trasferito dalla competenza del Dipartimento del Commercio e Industria al Dipartimento della Difesa Nazionale.
Nel 1984 il presidente delle Filippine Ferdinand Marcos annette il PAGASA al Dipartimento delle Scienze e Tecnologie (Department of Science and Technology) (DOST).